# Alianța Dreapta Unită
Alianța Dreapta Unită (ADU) a fost o alianță politică și electorală de centru-dreapta, formată din Uniunea Salvați România (USR), Partidul Mișcarea Populară (PMP) și Forța Dreptei (FD), înființată pentru a participa la toate tipurile de alegeri din România din 2024. Aceasta s-a opus actualei coaliții de guvernare (mai precis „Coaliția Națională pentru România” sau CNR pe scurt) formate din Partidul Social Democrat (PSD) și Partidul Național Liberal (PNL), ambele total (în cazul PSD) sau parțial (în cazul PNL) descinse din Frontul Salvării Naționale (FSN), anterior, parțial, și de Uniunea Democrată Maghiară din România (UDMR/RMDSZ) între 2021 și 2023.

## Istorie
La data de 14 decembrie 2023, Uniunea Salvați România (USR), Forța Dreptei (FD) și Partidul Mișcarea Populară (PMP) au anunțat oficial formarea unei alianțe electorale de dreapta, aflată în opoziție față de guvernul Coaliției Naționale pentru România (format din PSD și PNL, mai precis actualul Guvern Ciolacu), pentru a participa la alegerile din 2024. La data de 18 decembrie, alianța a primit oficial numele de Dreapta Unită (ADU). Tot la lansarea alianței, a fost prezentat programul electoral pentru alegerile europarlamentare:
- Integrarea completă a României în Spațiul Schengen;
- Introducerea standardelor europene în sănătate și educație;
- Atragerea fondurilor europene prin parteneriate public-privat pentru proiectele de mediu și digitalizare;
- Protejarea drepturilor românilor din Diaspora;
- Aderarea la zona euro;
- Continuarea luptei anticorupție atât la nivel național, cât și la nivel european prin finanțarea mai mare a Parchetului European;
- Implementarea unui cadru european pentru combaterea violenței împotriva femeilor. Adoptarea unei legislații care să sancționeze politicienii din alte state decât Rusia și China care se fac vinovați de încălcarea drepturilor omului;
- Încurajarea și subvenționarea fermelor de familie și a agriculturii de mijloc;
- Sprijin pentru aderarea Republicii Moldova la Uniunea Europeană;
- Tranziția la o economie bazată pe energie regenerabilă și mai prietenoasă cu natura într-un ritm eficient și sustenabil atât pentru guverne, cât și pentru economiile statelor;
- Participarea României la reforma Uniunii Europene;
- Integrarea mai bună a armatelor europene în NATO.

### Candidații alianței pentrualegerile pentru Parlamentul European(PE)
1. Dan Barna
2. Vlad Voiculescu
3. Eugen Tomac
4. Vlad Botoș
5. Cristina Prună
6. Violeta Alexandru
7. Radu Mihail
8. Corina Atanasiu
9. Adriana Cristian
10. George Gima
11. Teodora Stoian
12. Ramona Goga
13. Alina Gîrbea
14. Geta Daniela Drăghici
15. Alina Totti
16. Nicolae Mihai Șvab
17. Emilia Mateescu
18. Ion Belu
19. Gabriela Ferguson
20. Lucia Hang
21. Dan Adrian Pop
22. Lucian Judele
23. Raluca Bercea
24. Ciprian Alexandru
25. Andrei Chirica
26. Răzvan Socolov
27. Adrian Giurgiu
28. Sergiu Grui
29. Daniela Șarpe
30. Aurel Fierăscu
31. Alina Bălășcău
32. Alex Cozma
33. Silviu Andrei
34. Lucia-Maria Udrescu
35. Mihai Zvîncă
36. Laurențiu Gheorghe
37. Liana Ursa
38. Florin Drăgulin
39. Ion-Marian Lazăr
40. Robert Voicu
41. Alexandru German
42. Irena Pleșoiu
43. Eusebiu Iftode
44. Ioan Bledea

## Rezultate electorale

### Alegeri pentru Parlamentul European (PE)
| An   | Voturi  | Procente   | Mandate | Poziție |
| ---- | ------- | ---------- | ------- | ------- |
| 2024 | 778.901 | 8,71 / 100 | 3 / 33  | 3       |

### Alegeri locale
În tabelul de mai jos sunt prezentate rezultatele de la alegerile locale din 2024 obținute de Alinața Dreapta Unită (ADU). De menționat faptul că nu sunt incluse și rezultatele obținute în locurile unde unul din cele 3 partide constitutive alianței a candidat separat de alianță.
| An   | Președintii Consiliului Județean (PCJ) | Președintii Consiliului Județean (PCJ) | Președintii Consiliului Județean (PCJ) | Consilieri Județeni (CJ) | Consilieri Județeni (CJ) | Consilieri Județeni (CJ) | Primari | Primari    | Primari   | Consilieri Locali (CL) | Consilieri Locali (CL) | Consilieri Locali (CL) | Poziție |
| An   | Voturi                                 | Procente                               | Mandate                                | Voturi                   | Procente                 | Mandate                  | Voturi  | Procente   | Mandate   | Voturi                 | Procente               | Mandate                | Poziție |
| ---- | -------------------------------------- | -------------------------------------- | -------------------------------------- | ------------------------ | ------------------------ | ------------------------ | ------- | ---------- | --------- | ---------------------- | ---------------------- | ---------------------- | ------- |
| 2024 | 698.704                                | 8,80 / 100                             | 0 / 41                                 | 653.476                  | 8,29 / 100               | 80 / 1340                | 550.850 | 6,28 / 100 | 28 / 3176 | 583.042                | 6,70 / 100             | 961 / 39900            | 4       |